# Juna 21
Juna 21（ユーナ21）とはニコンサロン主催の35歳以下の若手写真家を対象とした公募写真展。1998年、ニコンサロン開館30周年を記念して、若い写真家の発表の場として、新宿ニコンサロンで行われるようになった。月に1回2組、年間で11回22組（残り1回は下記の三木淳賞受賞記念写真展）の写真展が開催された。
1999年度より毎年10月から翌9月までの間に行われた中で最も優れた作品に三木淳賞が与えられるようになり、2003年度より優秀作に与えられる三木淳賞奨励賞が新たに設けられた。Juna21の募集は2016年12月29日(木)をもって終了
した。
制度変更にともない、三木淳賞はニコンサロンで開催された、もっとも優れた新進写真家に対する年度賞となる。

## 受賞者
- 第1回（1999年度）甲野善一郎「SECRET TIME」
- 第2回（2000年度）鈴木忍「そして、この優しい去勢のために」
- 第3回（2001年度）藤沢真樹子「mango y ritmo」
- 第4回（2002年度）呉雪陽「氷上の花火」
- 第5回（2003年度）荻野育代「緊張の方向」
  - （奨励賞）新倉元雄「とこ夏ナムプラー　ASIAN PEOPLE 2」
  - （奨励賞）ふじいあゆみ「ゴッドファーザーJr.」
- 第6回（2004年度）村上友重「球体の紡ぐ線」	
  - （奨励賞）吉田明広「記憶の地図 〜The wind of Nepal〜」
  - （奨励賞）高木美佳「みね」
- 第7回（2005年度）土屋育子「IMAGEＳ OF TRUST」
  - （奨励賞）カモマサユキ「civilized society」
  - （奨励賞）中嶋仁司「Among the Usual」
- 第8回（2006年度）石川直樹 「THE VOID」
  - （奨励賞）菱田雄介「ぼくらの学校　Наша Школа」
  - （奨励賞）田代一倫「浮憂世代」
- 第9回（2007年度）稲宮康人「『くに』のかたち　HIGHWAY LANDSCAPES OF JAPAN」
  - （奨励賞）元木みゆき 「息の結び目」
  - （奨励賞）Eun-Kyung, SHIN「Wedding Hall」
- 第10回（2008年度）西村康「彼女のタイトル」
  - （奨励賞）松下初美 「松下初美」
  - （奨励賞）インベカヲリ★ 「倫理社会」
- 第11回（2009年度）Gim Eun Ji「ETHER」
  - （奨励賞）大丸剛史 「東京タワー」
  - （奨励賞）鶴崎燃「海を渡って」
- 第12回（2010年度）金川晋吾「father」
  - （奨励賞）飯島望美「豚が嗤う」
  - （奨励賞）ライアン・リブレ「Portraits of Independence: Inside the Kachin Independence Army（独立の肖像：カチン独立運動の内側から）」
- 第13回（2011年度）添田康平「Not yet refugees」
  - （奨励賞）藤原拓也「スポーツ絵巻物」
  - （奨励賞）吉原かおり「よびみず」
- 第14回（2012年度）斉藤麻子「FIELD NOTE」
  - （奨励賞）田中雄一郎「大サンパウロ」
  - （奨励賞）西岡潔「マトマニ」
- 第15回（2013年度）上田順平「手紙」